# Света Богородица (Градище)
„Света Богородица“ (на македонска литературна норма: „Света Богородица“) е българска възрожденска православна църква в кавадарското село Градище, югоизточната част на Северна Македония. Част е от Повардарската епархия на Македонската православна църква.
Църквата е разположена в някогашното село Градище, което е било разположено на десния бряг на реката Църна, на пътя за Мрежичко. Храмът няма външните символи на църква – кръст, камбанария или олтарна апсида. Изграден е и изписан в XIX век, макар за това да няма писмени данни. В архитектурно отношение представлява еднокорабна сграда с покрив на две води. Живописта е в две зони – в първата са фигури на светци в цял ръст, а във втората са изписани много композиции. И фреските, и самият храм се рушат.